# Đảng Phục Việt (Nam Kỳ)
Đảng Phục Việt ở Nam Kỳ là một tổ chức chính trị thành lập ở Việt Nam vào đầu thế kỷ 20.

## Lịch sử
Vào đầu thế kỷ 20 chính trường Việt Nam sôi động với nhiều thế lực vận động quần chúng tranh đấu cho dân quyền và độc lập cho Việt Nam.
Ở Nam Kỳ một nhóm thuộc Hội y học với Đặng Thúc Liêng lãnh đạo đứng ra lập Đảng Phục Việt. Đảng này có nhiều liên hệ với giáo phái Cao Đài và ủng hộ đường lối đưa hoàng thân Cường Để về chống Pháp. Ngày thành lập là ngày 14 Tháng Bảy năm 1925 trong khi công luận đang xôn xao về vụ án Phan Bội Châu. Đây cũng là một động lực trong việc nhóm họp là để xin ân xá cho ông Phan. Đảng đã đứng ra rải truyền đơn kêu gọi dân chúng lên tiếng phản đối nhà chức trách Pháp.